# Крутенький (Оренбургская область)
Крутенький — упразднённый 2005 году хутор в Гайском районе Оренбургской области России. На момент упразднения входил в состав сельского поселения Губерлинский сельсовет.

## География
Располагался на реке Крутенькая (приток реки Чебакла), на расстоянии примерно 2 километра (по прямой) к западу от села Хмелёвка.

## История
По данным на 1949 год населённый пункт «Крутенькая речка» (Брынзозавод № 2) (статус не обозначен, возможно кошара совхоза Губерлинский) входил в состав Губерлинского сельсовета Халиловского района и находился примерно в 31 км от райцентра (р.п. Халилово).
Официально упразднён в 2005 году, после вступления в силу официального опубликования Закона Оренбургской области от 28 декабря 2004 года № 1752/283-III-ОЗ, подписанного 4 января 2005 года Главой администрации (губернатором) Оренбургской области А. А. Чернышёвым.

## Население
По данным переписи 2002 года на хуторе отсутствовало постоянное население.